# Saint-Céneré
Saint-Céneré era una comuna francesa situada en el departamento de Mayenne, de la región de Países del Loira, que el 1 de enero de 2017 pasó a ser una comuna delegada de la comuna nueva de Montsûrs-Saint-Céneré al fusionarse con la comuna de Montsûrs.
El 1 de enero de 2019 pasó a ser una comuna delegada de la comuna nueva de Montsûrs.

## Demografía
| Gráfica de evolución demográfica de Saint-Céneré entre 1800 y 2014 |
|                                                                    |

Los datos demográficos contemplados en este gráfico de la comuna de Saint-Céneré se han cogido de 1800 a 1999 de la página francesa EHESS/Cassini, y los demás datos de la página del INSEE.